# Hank Schyma
Hank Schyma (sinh ngày 1 tháng 4 năm 1982) còn được gọi là Pecos Hank, là một nhạc sĩ, nhà làm phim và thợ săn bão chuyên nghiệp tại Houston, Texas, Hoa Kỳ. Ông là trưởng nhóm nhạc rock South Backtones trong hơn 15 năm. Trong cùng thời gian, ông đã đạo diễn, sản xuất và đóng vai chính trong một bộ phim độc lập dài, một số video âm nhạc và một danh mục tài liệu về bão và thiên nhiên. Gần đây ông đã phục vụ với tư cách một nhà tư vấn về dông bão trên truyền hình, và được ghi nhận là người đã phát hiện ra một hiện tượng phát sáng thời gian ngắn trong khí quyển có tên là Ghost.

## Thiếu thời
Hank Schyma sinh ra và lớn lên ở Houston, Texas. Hầu hết sự phát triển và những năm trưởng thành của ông đã được dành cho Thung lũng sông Pecos.
Schyma tuyên bố rằng ông rất khó để nhớ lại một lý do cụ thể tại sao việc truy đuổi các cơn bão lại lôi cuốn ông như vậy, mặc dù ông thừa nhận niềm đam mê ban đầu với cảnh lốc xoáy từ phim Phù thủy xứ Oz năm 1939.

## Nghề nghiệp
Ông chuyển đến Huntington Beach, California vào đầu những năm 1990, "trở thành một ngôi sao nhạc rock, nhưng cuối cùng chỉ lướt web và giao bánh pizza". Đến năm 1994, ông trở lại Texas, tự mình ghi lại những thước phim về thời tiết khắc nghiệt và bắt đầu âm nhạc cho những gì sau này trở thành South Backtones.
Năm 1995, ông gia nhập nhóm tin tức của KHOU-TV với tư cách là một nhà điều hành máy ảnh, điều này cho ông cơ hội làm việc dưới quyền nhà khí tượng học trưởng của họ, Tiến sĩ Neil Frank.
Schyma được coi là đã đạt được tư cách thợ săn bão chuyên nghiệp vào năm 2007 khi ông được bổ nhiệm làm thợ săn bão độc quyền của KRIV. Ông cũng đã khởi động một dự án đang diễn ra để chụp ảnh toàn bộ cá thể rắn có nguồn gốc từ Bắc Mỹ (mặc dù ông cảm thấy nó di chuyển hơi chậm). Nhiều video âm nhạc cũng được sản xuất trong giai đoạn này, bao gồm một video trong đó ông trở lại quê nhà ở Thung lũng sông Pecos. Năm 2011 chứng kiến sự ra mắt của bộ phim độc lập đầy đủ đầu tiên của ông, Honky Tonk Blood. Nhạc nền cho bộ phim được phát hành riêng biệt, bao gồm rất nhiều tài năng trong khu vực và cộng tác viên lâu năm, bao gồm Johnny Falstaff, Craig Kinsey và Two Star Symphony.

### El Reno Blues
Cuối cùng Hank đã rời khỏi định dạng ban nhạc rock thông thường để theo đuổi các buổi biểu diễn acoustic, thường là một bản song ca với nghệ sĩ violin Jo Bird của Two Star Symphony. Định dạng mới này trở thành định dạng ghi âm của ông, dẫn đến một album solo với cách tiếp cận mới. El Reno Blues được phát hành vào năm 2015. Nó đã được đáp ứng với nhiều lời khen ngợi trong số những người hâm mộ văn hóa Tây Nam Mỹ.
Hank có mặt tại El Reno, Oklahoma vào ngày 31 tháng 5 năm 2013 để chứng kiến và ghi hình được cơn lốc xoáy lớn nhất từng được ghi nhận trong lịch sử. Ông kể lại việc chứng kiến một chiếc xe container bị lốc xoáy cuốn và rơi ở ngoại ô thị trấn, mặc dù sau đó ông thấy rằng người lái xe của nó đã sống sót trong cabin xe tải, không hề hấn gì.
Hank đã có mặt tại Soso, Mississippi trong đợt lốc xoáy Phục sinh 2020. Ông đã theo dõi cả hai cơn lốc xoáy EF4 được ghi nhận trong khu vực. Có ba người chết từ cơn lốc xoáy đầu tiên. Ngoài việc theo dõi những cơn lốc xoáy, Hank còn giúp một gia đình tìm thấy một người đàn ông bị mắc kẹt trong đống đổ nát của ngôi nhà.

### Công việc gần đây
Pecos Hank tiếp tục đóng góp trong các phóng sự về sét và bão cho một loạt các bản tin quốc gia và quốc tế. Năm 2014, ông làm Tư vấn về Bão cho bộ phim Thợ săn phù thủy cuối cùng.

### Công việc trên YouTube
Ông có một kênh YouTube tên là "Pecos Hank" Nơi ông ghi lại những cơn bão của mình (Tornado Alley). Kênh tính đến tháng 9 năm 2024 có 1,14 triệu người đăng ký và video có số lượng người xem nhiều và nổi tiếng nhất của ông là "LARGEST TORNADO EVER !!!" với 26 triệu lượt xem, chỉ đứng sau video nhiều nhất của ông hiện tại là "TOP 10 BEST TORNADOES, với 29 triệu lựot xem"

## Đóng góp cho khoa học
Vào ngày 25 tháng 5 năm 2019, Schyma được ghi nhận là người phát hiện ra một hiện tượng phát sáng thoáng qua (Transient Luminous Event) được gọi là Ghost. Chúng là những đốm sáng mờ nhạt, màu xanh lục xuất hiện trong khí quyển cao sau hiện tượng sprite đỏ. Cái tên Ghost là viết tắt của Green emissions from excited Oxygen in Sprite Tops ("sự phát sáng màu xanh lục từ oxy bị kích thích phía trên đỉnh sprite"). Schyma giải thích rằng tên gọi ghost (ma) cũng nhằm để nối tiếp chủ đề của tên gọi các sự kiện phát sáng thoáng qua khác như sprite, troll, elves và pixie.
Schyma đang làm việc với Tiến sĩ Leigh Orf, một nhà khoa học khí quyển ở Đại học Wisconsin để xác thực các mô phỏng máy tính về các cơn lốc xoáy hủy diệt. "Các video chất lượng cao của Schyma về các supercell và lốc xoáy giúp Orf so sánh trực tiếp mô hình của ông với những sự kiện Schyma đã trải nghiệm trong thực tế, giúp nhóm nghiên cứu chứng minh tính phù hợp của mô hình."
Schyma cũng tham gia vào nhóm nghiên cứu của nhà khoa học khí quyển, Tiến sĩ Anton Seimon, "sử dụng phép đo quang để xác định tốc độ gió lốc và xây dựng một mô phỏng trực quan 3-D biểu diễn một cơn bão".